# E-world energy & water
Die E-world energy & water ist eine Fachmesse für die Energie- und Wasserwirtschaft, die seit 2001 jährlich im Februar in der Messe Essen stattfindet. Die E-world wird durch die E-world energy & water GmbH veranstaltet, deren Geschäftsanteile je zur Hälfte von der Messe Essen GmbH und der con|energy agentur gehalten werden.

## Messe
Im Jahr 2024 waren 923 Aussteller aus 30 Ländern präsent. An den drei Messetagen kamen 30.000 Fachbesucher zusammen. Neben der Messe findet ein umfangreiches Rahmenprogramm sowie Konferenzen statt. Auf der E-world 2024 wurden 175 Fachvorträge auf den vier offenen Fachforen Change, New Energy Systems, Future und Hydrogen Solutions abgehalten. Begleitende Konferenzen zu den drei Messetagen sind das Glasfaserforum sowie das Führungstreffen Energie. Zudem findet am zweiten Messetag die Netzwerkveranstaltung „Tag der Konsulate“ statt, dessen Programm sich speziell an Botschafter und Konsuln richtet. Während der Messe erschien bis 2019 täglich die Messezeitung E-world News. Die Messezeitung wurde durch das E-world Magazin abgelöst. Pro Messejahr erscheint eine Ausgabe.

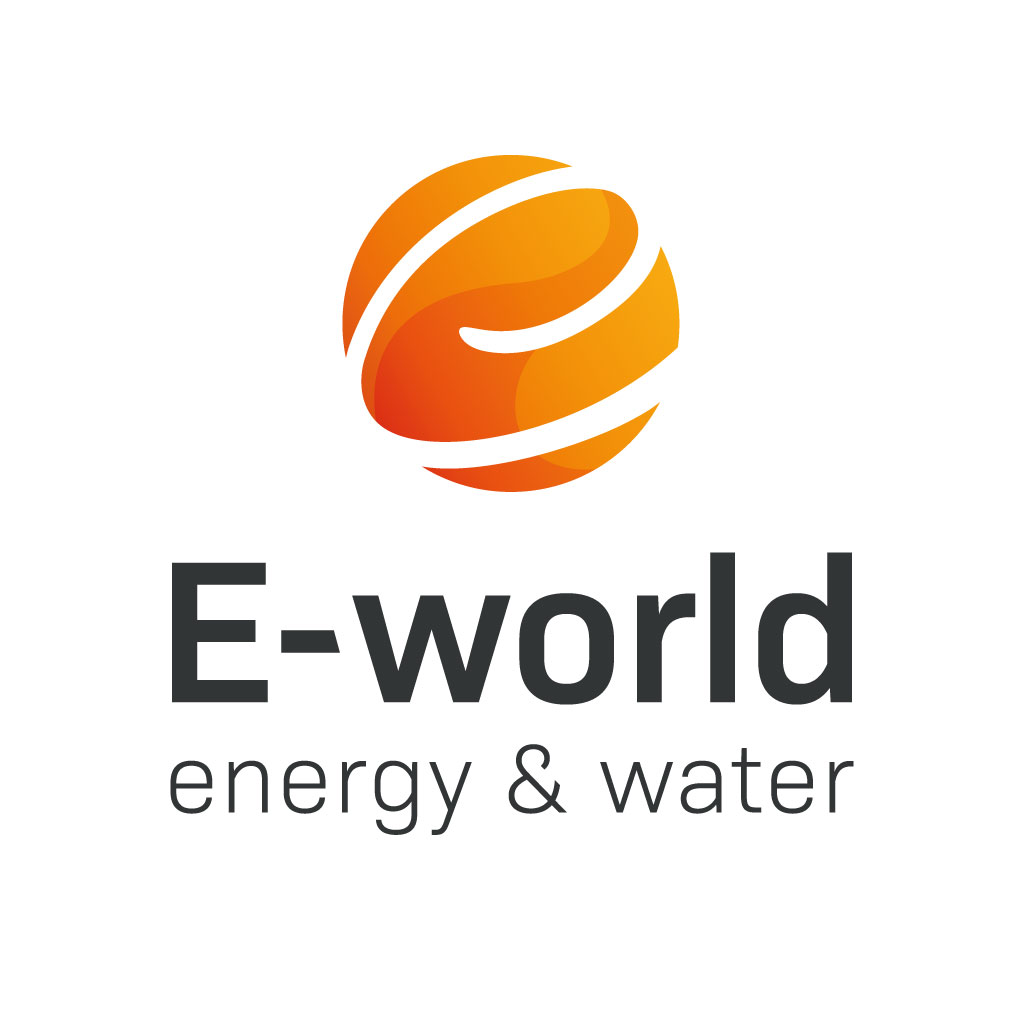

Unter anderem bietet die Fachmesse am „Career Day“ Schülern und Studierenden eine Gelegenheit, mit verschiedenen Unternehmen aus der Energiebranche zusammenzukommen. Das Recruitingevent findet am dritten und letzten Tag der Messe statt. Zudem gibt es ein Rahmenprogramm bestehend aus Vorträgen und Networking-Möglichkeiten. Der Career Day konzentriert sich auf Berufe und Karrierewege in der Energiewirtschaft für junge Nachwuchskräfte.

## Aussteller- und Besucherzahlen
| Jahr | Aussteller | Besucher |
| ---- | ---------- | -------- |
| 2001 | 230        | 6.100    |
| 2002 | 260        | 7.000    |
| 2003 | 330        | 9.100    |
| 2004 | 370        | 10.500   |
| 2005 | 380        | 10.700   |
| 2006 | 414        | 12.500   |
| 2007 | 420        | 13.500   |
| 2008 | 460        | 15.900   |
| 2009 | 480        | 16.800   |
| 2010 | 509        | 18.200   |
| 2011 | 544        | 19.700   |
| 2012 | 580        | 20.600   |
| 2013 | 610        | 22.160   |
| 2014 | 620        | 23.500   |
| 2015 | 640        | 24.000   |
| 2016 | 650        | 24.000   |
| 2017 | 710        | 25.000   |
| 2018 | 750        | 25.000   |
| 2019 | 780        | 25.200   |
| 2020 | 813        | 25.500   |
| 2021 | /          | /        |
| 2022 | 736        | 15.000   |
| 2023 | 820        | 20.000   |
| 2024 | 923        | 30.000   |
| 2025 | 980        | 33.000   |